# Diaphoreolis
Diaphoreolis is een geslacht van weekdieren uit de klasse van de Gastropoda (slakken).

## Soorten
- Diaphoreolis flavovulta  (MacFarland, 1966)
- Diaphoreolis lagunae (O'Donoghue, 1926)
- Diaphoreolis viridis (Forbes, 1840) = Groene knotsslak

Niet geaccepteerde soort:
- Diaphoreolis northumbrica Alder & Hancock, 1844 → Diaphoreolis viridis (Forbes, 1840)